# Kravany (Poprad)
Kravany (bis 1948 slowakisch „Kraviany“; deutsch Kuhschwanz, ungarisch Erzsébetháza – bis 1907 Kravján) ist eine Gemeinde im Osten der Slowakei, mit 900 Einwohnern (Stand 31. Dezember 2024). Sie gehört zum Okres Poprad, der ein Teil des übergeordneten Bezirks Prešovský kraj ist.

## Geographie
Die Gemeinde liegt im oberen Tal des Hornád, zwischen dem Gebirgszug Kozie chrbty im Norden und der Niederen Tatra im Süden. Kravany ist 13 Kilometer von Poprad entfernt.

## Geschichte
Der Ort wurde zum ersten Mal 1317 als Villa Michaelis erwähnt und gehörte zum Gut des Klosters im nahen Spišský Štiavnik. Seit dem Ende des 18. Jahrhunderts gehörte sie zum Bistum Zips. 1828 hatte der Ort 92 Häuser und 666 Einwohner. Die Haupteinnahmequelle der Bevölkerung war Landwirtschaft und Fuhrwesen.

## Bevölkerung
| Jahr                | 1994 | 2004    | 2014     | 2024    |
| ------------------- | ---- | ------- | -------- | ------- |
| Anzahl der Personen | 774  | 817     | 903      | 900     |
| Unterschied         |      | +5,55 % | +10,52 % | −0,33 % |

| Jahr                | 2023 | 2024    |
| ------------------- | ---- | ------- |
| Anzahl der Personen | 890  | 900     |
| Unterschied         |      | +1,12 % |